# Bruny Surin
Bruny Surin (12 de juliol de 1967 -) és un atleta canadenc especialista en curses de velocitat. El 1996 va guanyar la medalla d'or als 4x100 metres a les olimpíades d'Atlanta.

## Inicis de la carrera esportiva
Surin va néixer a Cap-Haïtien, Haití i es va traslladar al Canadà amb tota la seva família el 1975. Va debutar internacionalment als Jocs Panamericans de 1987, on aconseguí el 15è lloc a la prova de salt de llargada. En aquesta mateixa prova, però als Jocs de Seül de 1988, va repetir la mateixa posició.

## Els èxits esportius
Als Jocs de la Commonwealth 1990 Surin va guanyar la medalla de bronze als 100 metres llisos i fou el setè en salt de llargada. Al Campionat del Món d'Atletisme de Tòquio de 1991 va ser vuitè als 100 metres. L'any següent als Jocs Olímpics de Barcelona va ser quart en aquesta mateixa prova i arribà a semifinals dels 4x100 m.
Participant en el Mundial d'Atletisme de 1993 fou cinquè als 100 metres i guanyà la medalla de bronze en els 4x100 metres. Als Jocs de la Commonwealth 1994 guanyà la medalla d'or al relleu 4x100 metres, però fou eliminat a semifinals dels 100 metres. Al Mundial d'Atletisme de 1995 va aconseguir el segon lloc als 100 metres i el primer al relleu de 4x100 metres.
Als Jocs d'Atlanta de 1996 el relleu canadenc no era el favorit, tot i haver guanyat quasi tots els títols disponibles durant els dos anys anteriors. A la final dels 4x100 m l'equip canadenc va derrotar a l'estatunidenc per mig segon. Als 100 m va arribar a semifinals.
Bruny Surin i el relleu canadenc van guanyar novament l'or als Mundials d'Atletisme de 1997, però de nou sense l'equip dels Estats Units. En aquests campionats Surin fou setè als 100 m.
Als Mundials de Sevilla de 1999 va quedar segon als 100 metres, amb el mateix temps que Donovan Bailey.

## La retirada
Als Jocs de Sydney Surin fou eliminat a les semifinals dels 100 metres. La seva darrera participació en un gran campionat tingué lloc el 2001, al Mundial d'Atletisme d'Edmonton, en la qual es lesionà greument durant les semifinals dels 100 m.

## Millors marques
- 50 m. 5"64, el 27 de gener de 1995 a Moscou
- 60 m. 6"45, el 13 de febrer de 1993 a Lieven
- 100 m. 9"84, el 22 d'agost de 1999 a Sevilla
- 150 metres llisos. 15"49, el 29 de juny de 1997 a Sheffield
- 200 m. 20"31, el 3 de setembre de 1999 a Brussel·les
- 4x100 m. 37"69, el 3 d'agost de 1996 a Atlanta
- 4x200 m. 1'21"70, el 8 d'abril de 2000 a Austin